# نووکارامیشوو
نووکارامیشوو (انگلیسی: Novokaramyshevo) یک شهرک در شهرستان گافوریسکی استان باشقیرستان کشور روسیه است.